# ویلی ویلوول
ویلی ویلوول (انگلیسی: Willi Willwohl؛ زادهٔ ۳۱ اوت ۱۹۹۴) دوچرخه‌سوار اهل آلمان است.